# Vera Traub

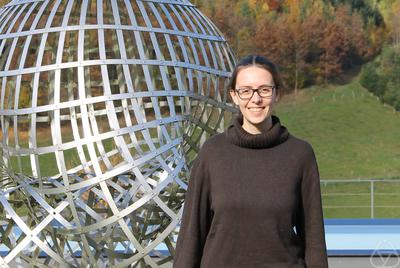
Vera Traub (2021)

Vera Traub (* 1994 in Freiburg im Breisgau) ist eine deutsche Mathematikerin.

## Leben
Traub wurde 2020 bei Jens Vygen an der Universität Bonn promoviert (Approximation Algorithms for Traveling Salesman Problems). Anschließend war sie zwei Jahre als Prostdoc an der ETH Zürich als Teil der Arbeitsgruppe von Rico Zenklusen. Im September 2022 wurde Traub Juniorprofessorin, ab 2023 war sie Professorin am Forschungsinstitut für Diskrete Mathematik der Universität Bonn und Teil des Hausdorff-Zentrums für Mathematik. Im April 2025 trat sie eine außerordentliche Professur an der ETH Zürich im Departement Informatik an.
Traub arbeitet auf dem Gebiet der kombinatorischen Optimierung. So verbesserte sie etwa im Rahmen ihrer Dissertation Approximationsalgorithmen für das Problem des Handlungsreisenden.

## Auszeichnungen
- 2018 SODA Best Paper Award gemeinsam mit Jens Vygen des Symposium on Discrete Algorithms der SIAM[4]
- Hausdorff Memorial Prize des Fachbereichs Mathematik der Universität Bonn für das akademische Jahr 2019/2020[5]
- 2020 EATCS Distinguished Dissertation Award der European Association for Theoretical Computer Science[6]
- 2022 Richard-Rado-Preis der Fachgruppe Diskrete Mathematik der Deutschen Mathematiker-Vereinigung
- 2023 Maryam Mirzakhani New Frontiers Prize der Breakthrough Prize Foundation
- 2023 Heinz-Maier-Leibnitz-Preis der Deutschen Forschungsgemeinschaft

## Schriften
- mit Jens Vygen: Approaching 3/2 for the s-t-path TSP. J. ACM 66, No. 2, Article No. 14, 1-17, (2019).
- Approximation Algorithms for Traveling Salesman Problems. Dissertation, 2020, Rheinische Friedrich-Wilhelms-Universität Bonn, https://hdl.handle.net/20.500.11811/8310